# Musée de l'Histoire de l'ordinateur
Le musée de l'Histoire de l'ordinateur (Computer History Museum en anglais) est un musée américain fondé en 1996 à Mountain View en Californie, lorsque le Computer Museum de Boston déménagea sa collection d'ordinateurs centraux et d'articles historiques à Moffett Field, préférant se concentrer sur des expositions sur l'informatique destinées aux enfants.
À l'origine, la division de l'aile ouest du musée de l'ordinateur, baptisée The Computer Museum History Center, puis renommée en 2001 The Computer History Museum, explore la révolution informatique et son impact sur la vie quotidienne.

## Historique
Lorsque le musée de Boston ferme en 1999, le reliquat de ses collections historiques est envoyé au Computer Museum History Center à Mountain View en Californie tandis que ses expositions sur l'informatique sont absorbées par le musée de la science de Boston.
Le musée est d'abord situé à Moffett Field dans un vieil immeuble qui était, à l'origine, le magasin de meubles de la base navale, puis il acquiert en octobre 2002 le bâtiment qu'il occupe actuellement et qui était auparavant occupé par la société Silicon Graphics), au 1401 North Shoreline Boulevard, à Mountain View. Il ouvre en juin 2003.

## Expositions

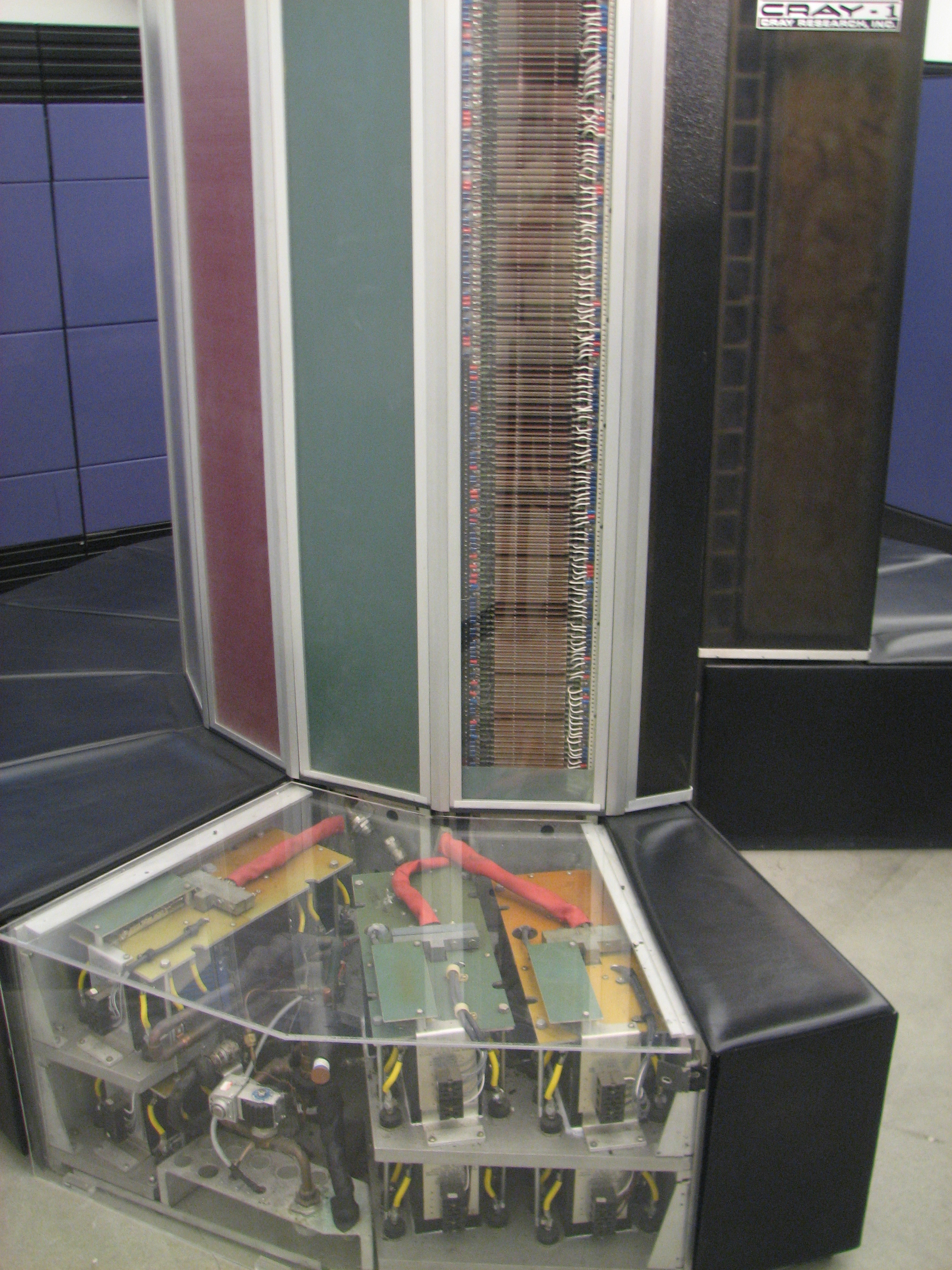
Le supercalculateur Cray-1 exposé au musée de l'histoire de l'ordinateur.

Le musée présente des expositions mettant en avant les dates importantes de l'histoire de l'informatique, l'histoire des échecs électroniques et de l'ordinateur, et les inventions d'entreprises et de personnalités de la Silicon Valley.
- En 2009, le musée offrait une exposition intitulée « Chronologie de l'histoire de l'informatique » (Timeline of Computing History), couvrant l'histoire depuis les tablettes d'argile sumériennes jusqu'à l'iPod.
- Le musée a aussi proposé une exposition intitulée « Révolution : les 200 premières années de l'informatique »[1] et une autre intitulée « Où allez-vous ? Une histoire des véhicules autonomes »[2]. Dans le passé, il a proposé des expositions sur « Les échecs par ordinateur » et la machine analytique de Charles Babbage.

L'institution héberge également la collection la plus importante d'objets informatiques du monde. Elle inclut de nombreuses pièces rares, comme un superordinateur Cray-1, une machine Enigma, l'ordinateur-cuisine Neiman Marcus fabriqué par Honeywell en 1969, un ordinateur entièrement magnétique de Hewitt Crane (en), un Apple I et un exemplaire de la première génération de racks de serveurs informatiques construit sur mesure par Google.
Le musée, financé principalement par le parrainage et les dons d'entreprises et de personnalités de la Silicon Valley, accueille également des conférences sur le thème des techniques de pointe.

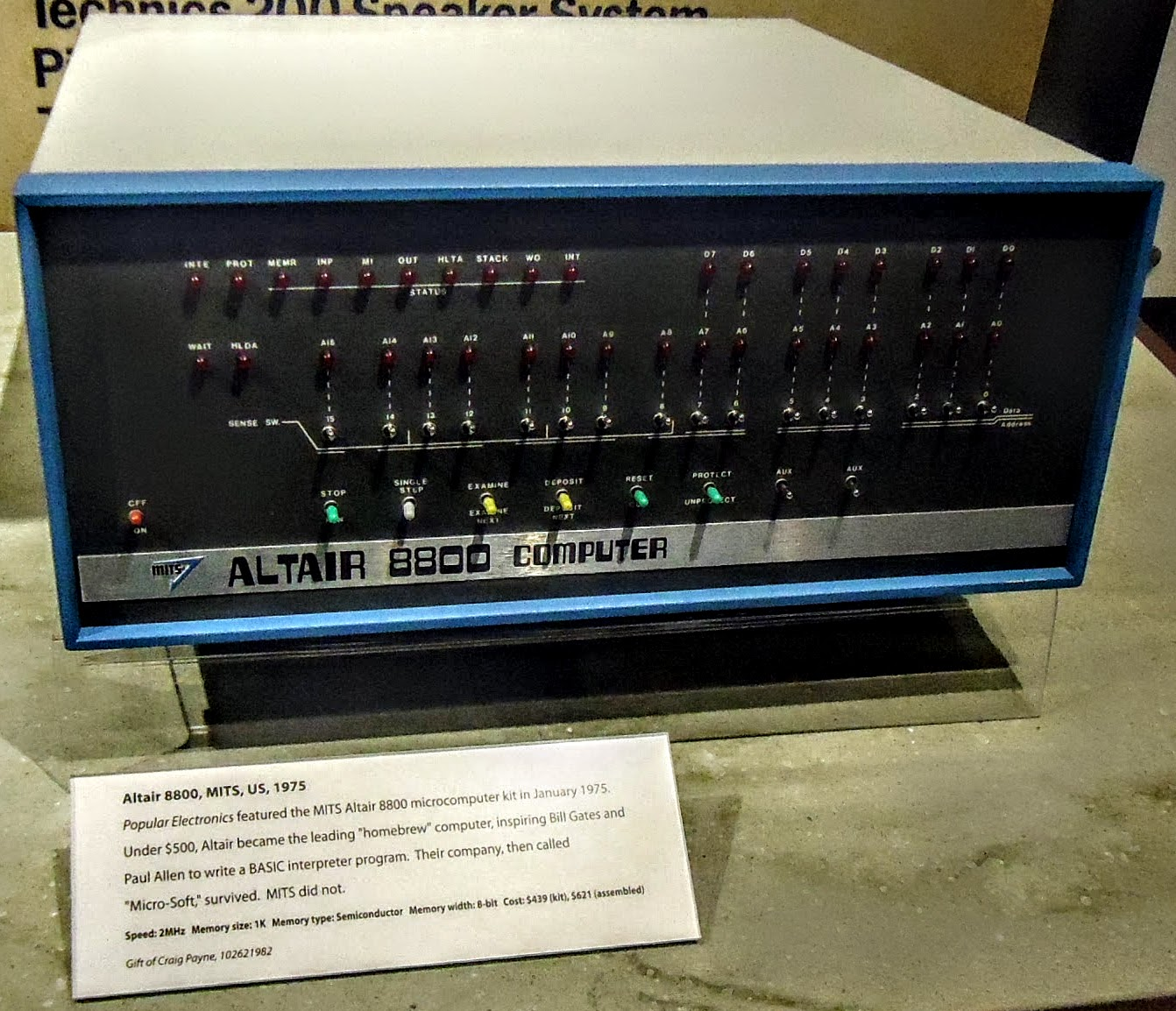
Un ordinateur Altair 8800 exposé au musée de l'histoire de l'ordinateur.
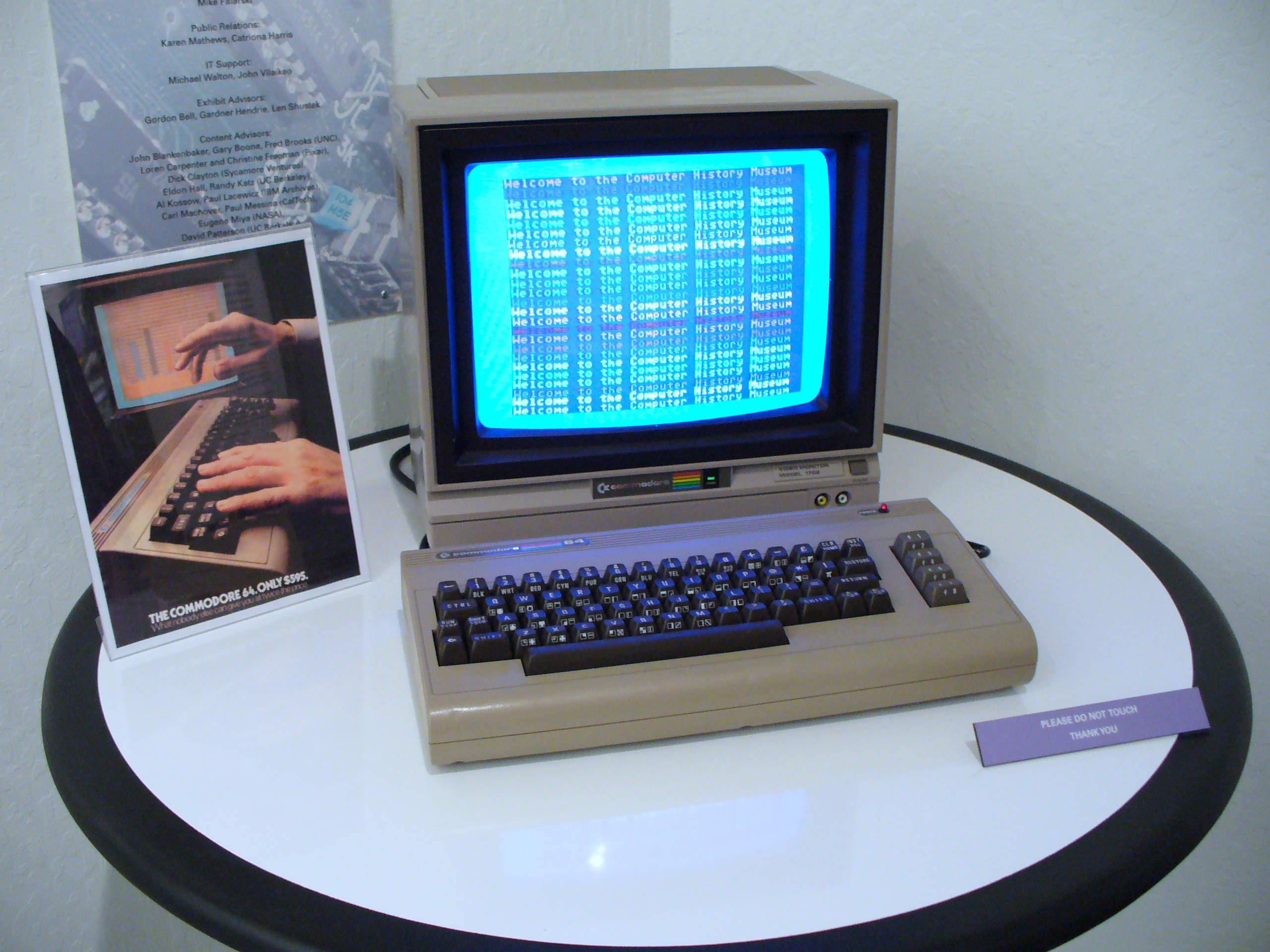
Un micro ordinateur Commodore 64 exposé au musée de l'histoire de l'ordinateur.
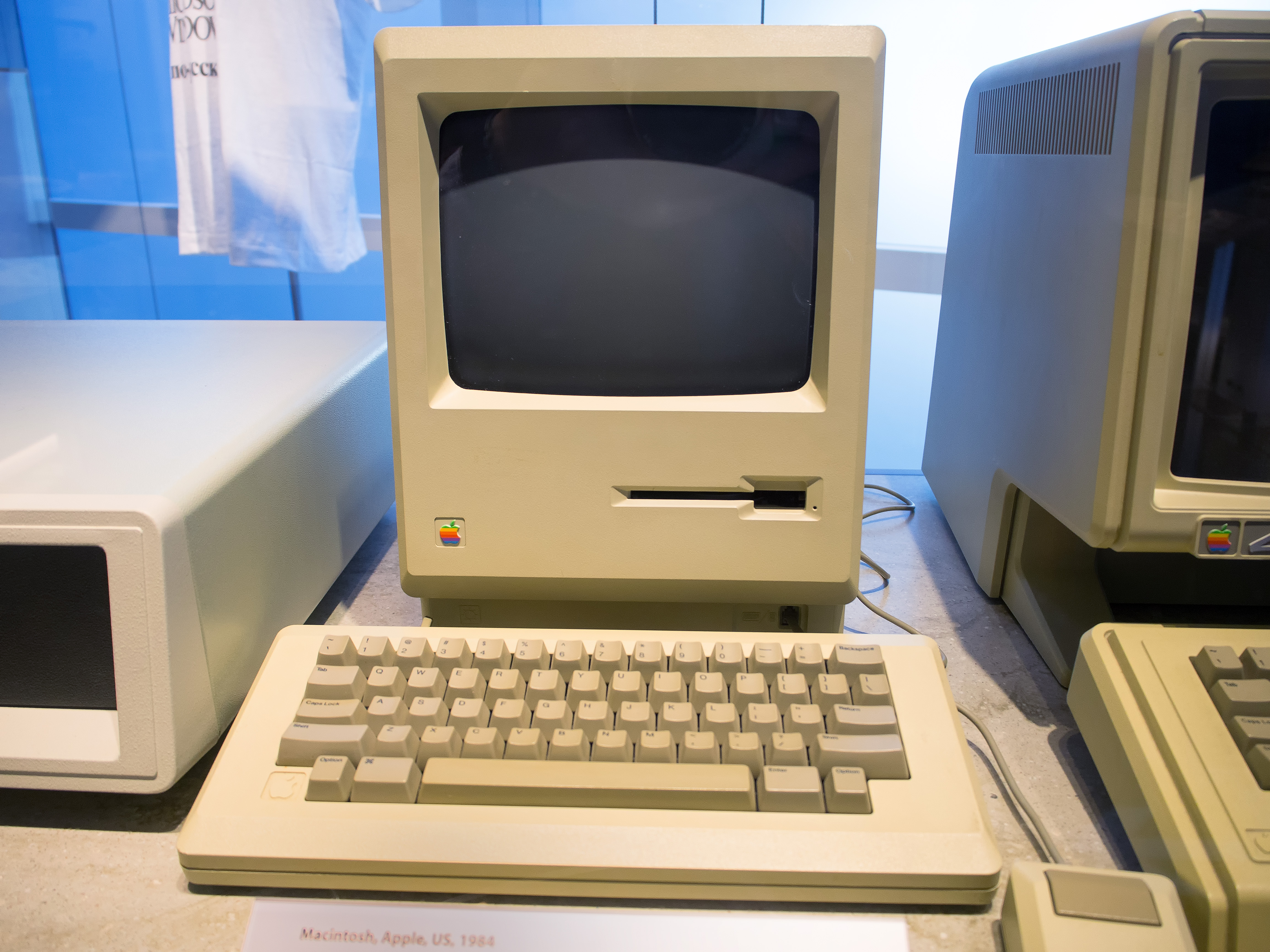
Un Macintosh d'Apple exposé au musée de l'histoire de l'ordinateur.
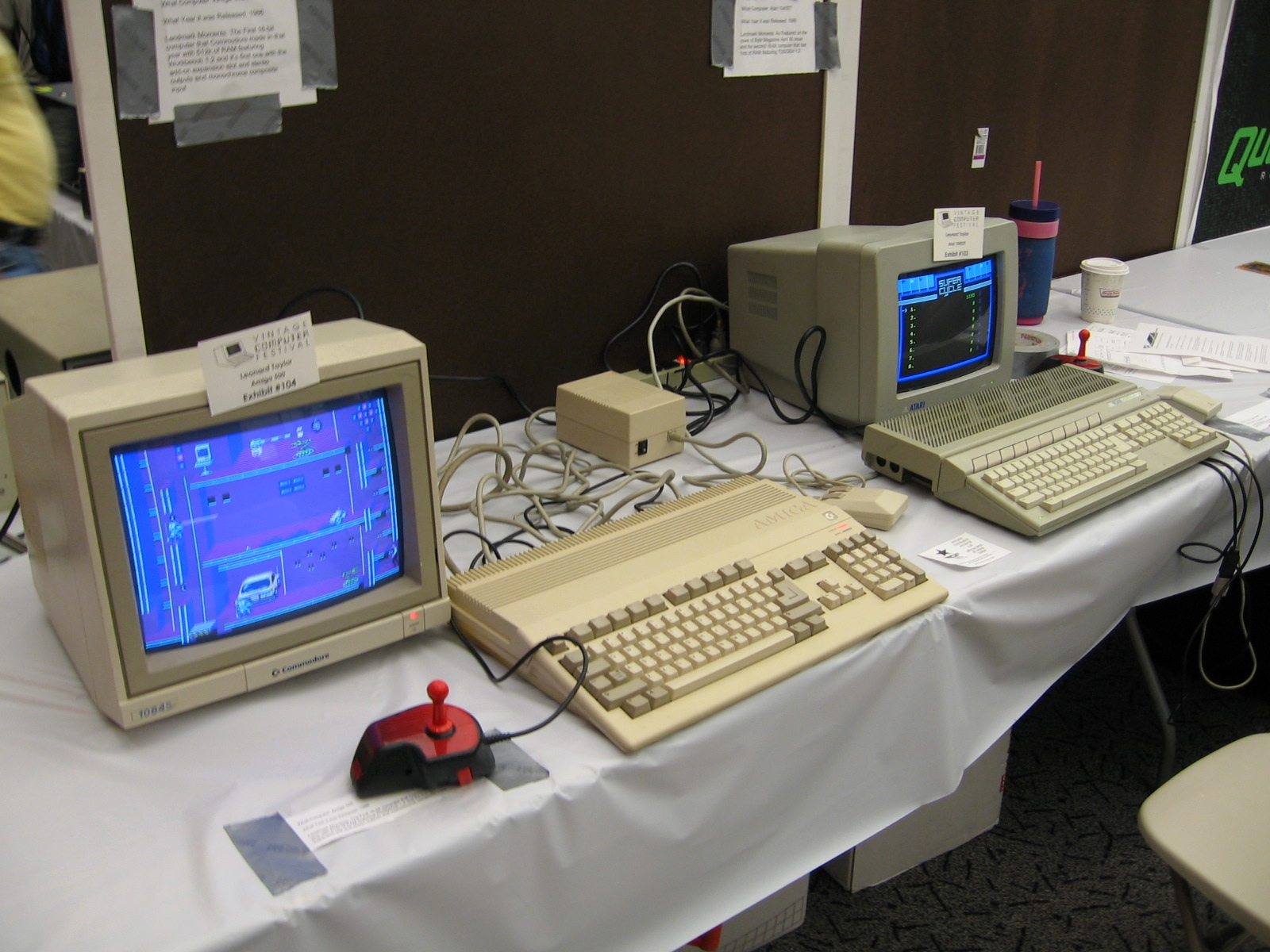
Des micro ordinateurs Amiga 500 et Atari ST exposés au musée de l'histoire de l'ordinateur.

## Collection de logiciels et codes source
Le CHM abrite également une vaste collection de logiciels, conservée par Al Kossow, un ancien d'Apple, engagé en 2006. Kossow est responsable de l'acquisition et de la conservation des logiciels ainsi que du développement des expositions du CHM sur ce thème. Avant d'être embauché, Kossow contribuait déjà au musée. Il est propriétaire de Bitsavers, un grand dépôt en ligne de manuels informatiques, de logiciels et micrologiciels archivés, acquis à partir de sa propre collection et grâce aux dons de ses pairs.
En 2010, le musée commence une collection de codes sources des principaux logiciels du début de l'ère informatique, commençant avec MacPaint 1.3 d'Apple, écrit dans une combinaison de langage assembleur et de Pascal et disponible au téléchargement pour le public,.
En 2012, le langage de programmation APL suit.
En 2013, Adobe fait don du code source de Photoshop 1.0.1 à la collection,.
En 2014, Microsoft suit, avec le don du code source de SCP MS-DOS 1.25 et un mélange de Altos MS-DOS 2.11 et TeleVideo PC DOS 2.11 et aussi Word for Windows 1.1a sous leur propre licence,.

## Membres d'honneur
Ce sont des hommes et femmes exceptionnels « dont les idées ont changé le monde [et] ont touché presque chaque être humain vivant de nos jours ». En 2022, ce programme comptait 92 membres. En 2023, trois nouveaux membres ont été ajoutés à la liste.
- 1987 : Grace Hopper
- 1995 : Jay Wright Forrester
- 1996 : Mitch Kapor, Ken Olsen
- 1997 : Dennis Ritchie, Ken Thompson, John Backus, Steve Wozniak
- 1998 : Gene Amdahl, Donald Knuth, Gordon Moore
- 1999 : Alan Kay, John McCarthy, Konrad Zuse
- 2000 : Frances Allen, Vint Cerf, Tom Kilburn
- 2001 : Fred Brooks, Jean E. Sammet, Maurice Wilkes
- 2002 : Charles Geschke, John Warnock, John Cocke, Carver Mead
- 2003 : Tim Berners-Lee, David Wheeler, Gordon Bell
- 2004 : Erich Bloch, Dan Bricklin, Bob O. Evans, Bob Frankston, Niklaus Wirth
- 2005 : Paul Baran, Douglas Engelbart, Alan Shugart, Ivan Sutherland
- 2006 : Tony Hoare, Bob Kahn, Butler Lampson, Marvin Minsky
- 2007 : John L. Hennessy, David Patterson, Morris Chang, Charles P. Thacker
- 2008 : Jean Bartik, Robert Metcalfe, Linus Torvalds
- 2009 : Federico Faggin, Marcian Hoff, Stanley Mazor, Masatoshi Shima, Donald D. Chamberlin, Robert Everett
- 2011 : Whitfield Diffie, Martin Hellman, Ralph Merkle, Bill Joy
- 2012 : Fernando Corbató, Edward Feigenbaum, Steve Furber, Sophie Wilson
- 2013 : Edwin Catmull, Harry Huskey, Robert Taylor
- 2014 : Lynn Conway, John Crawford, Irwin M. Jacobs
- 2015 : Bjarne Stroustrup, Charles Bachman, Evelyn Berezin
- 2016 : Dave Cutler, Lee Felsenstein, Phil Moorby
- 2017 : Alan Cooper, Margaret Hamilton, Larry Roberts, Cleve Moler
- 2018 : Dov Frohman-Bentchkowsky, Stephanie « Steve » Shirley, Guido van Rossum
- 2019 : James Gosling, Katherine Johnson, Leslie Lamport, Louis Pouzin
- 2021: Ray Ozzie, Raj Reddy, Lillian Schwartz, Andries van Dam (en)
- 2022: Donald Bitzer (en), Adele Goldberg, Dan Ingalls, Leonard Kleinrock
- 2023 : Rodney Brooks, Thomas E Kurtz, Barbara Liskow

## Galerie

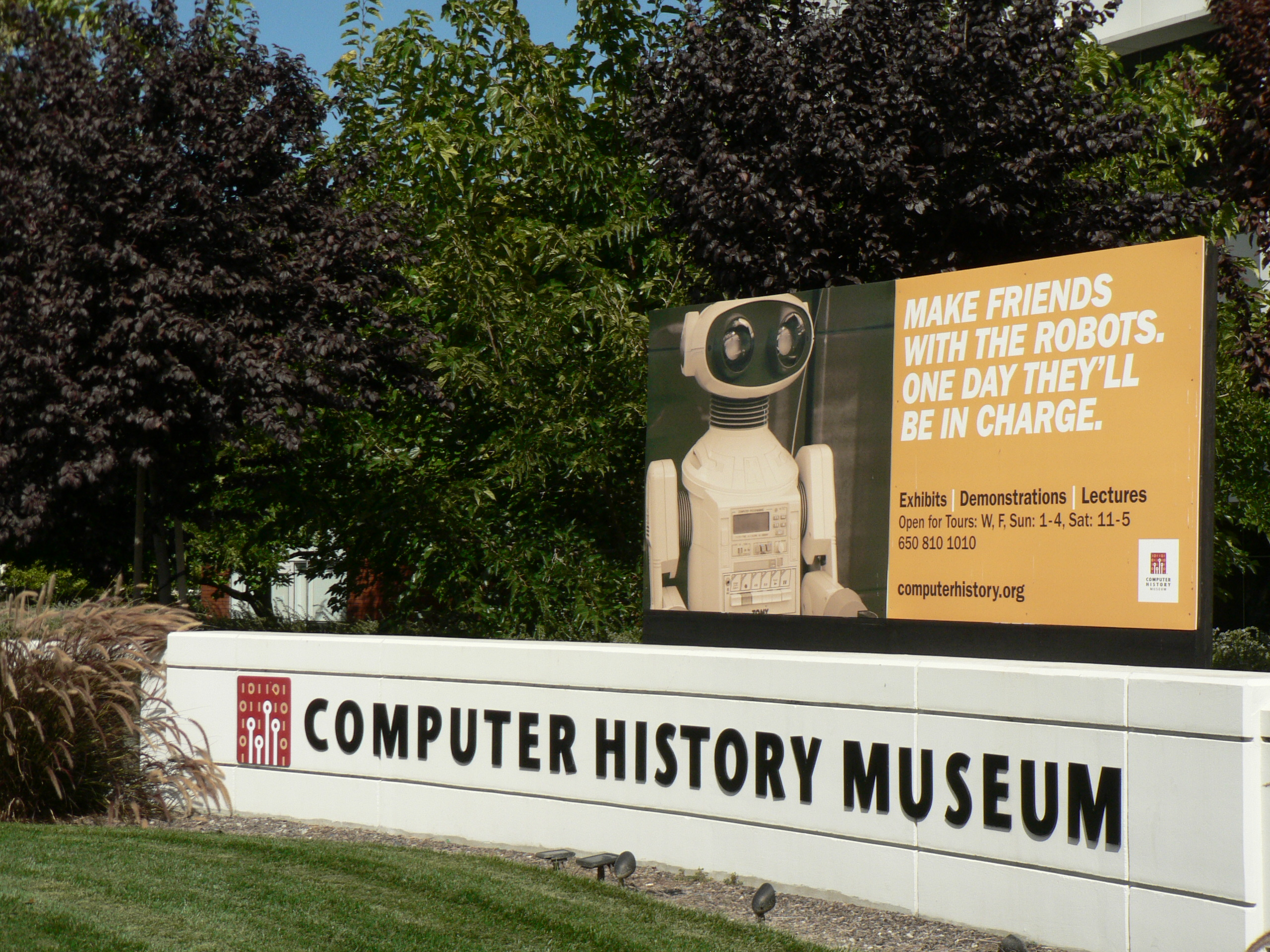
« Make Friends with the robots. One day they'll be in charge[11]. » Panneau d'information du Computer History Museum (2007).
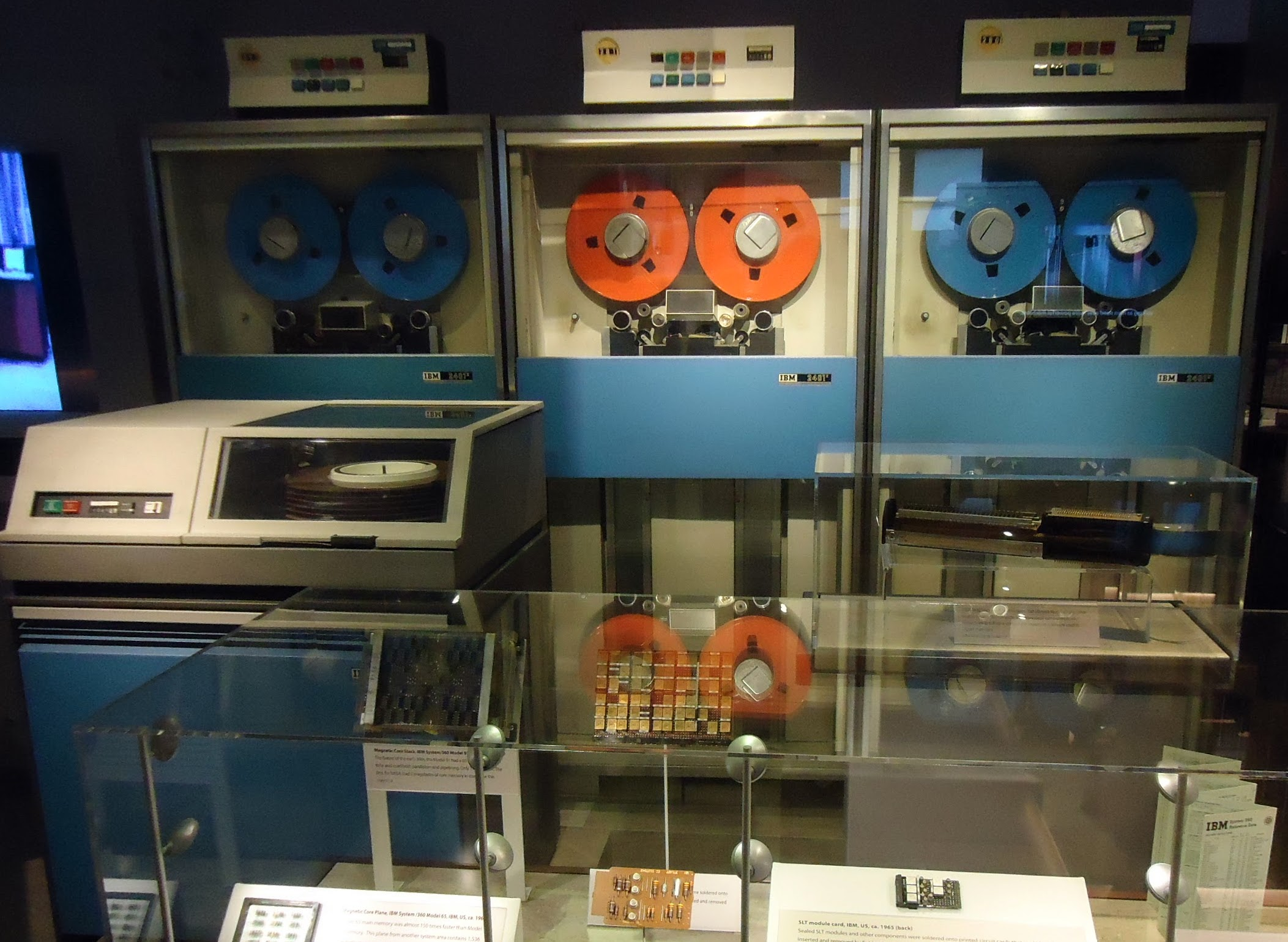
Des équipements informatiques exposés au musée.
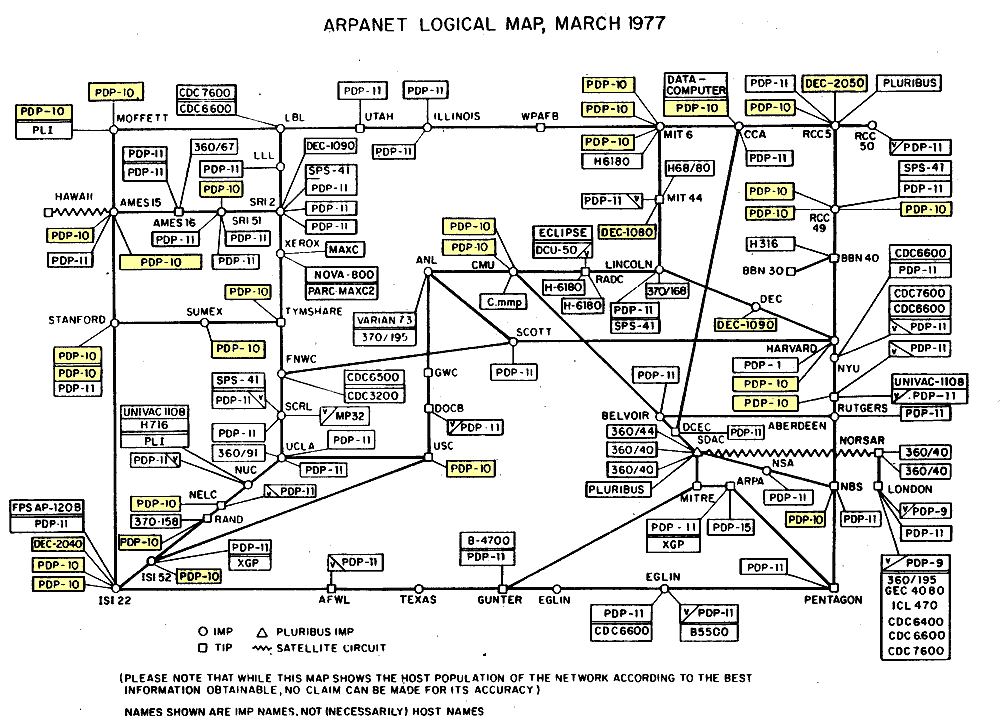
Carte logique d'Arpanet (vers 1977) exposée au musée.

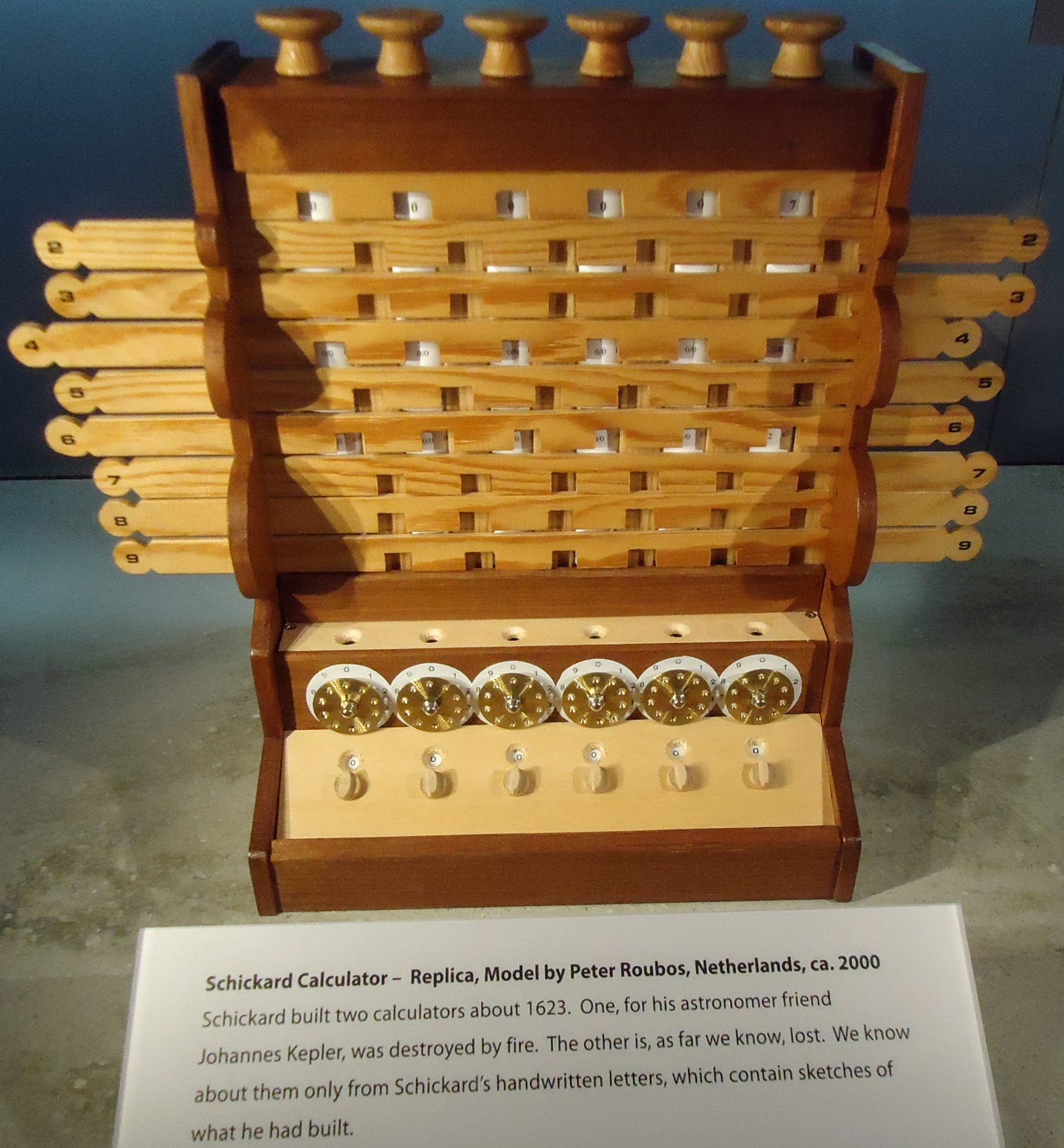
Calculatrice mécanique de Wilhelm Schickard exposé au musée.
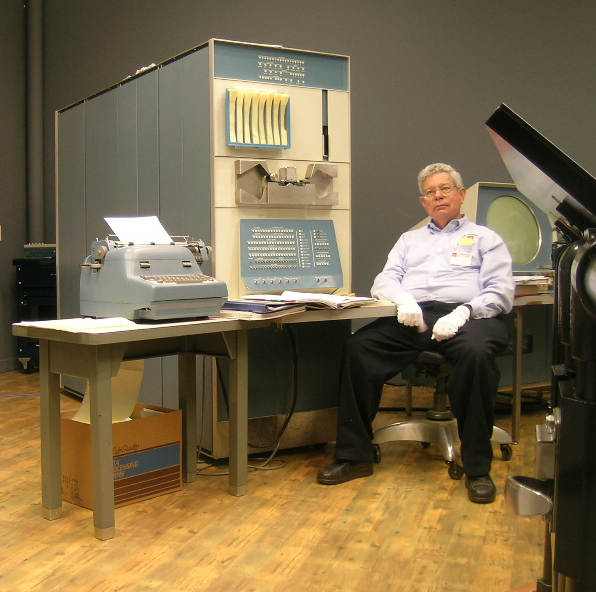
Steve Russell et le PDP-1 du musée de l'Histoire de l'ordinateur.